# Sivry-Rance
Pour les articles homonymes, voir Sivry.
Sivry-Rance (en picard Chevri-Rance) est une commune francophone de Belgique située en Région wallonne dans la province de Hainaut.
À la suite de la fusion des communes en 1977, Sivry et Rance ont fusionné avec les communes de Grandrieu, Sautin et Montbliart.
Les habitants de Sivry-Rance sont appelés les « Chevrotins ».

## Géographie
Le paysage de Sivry-Rance est bocager et vallonné. L'altitude de Sivry-Rance se situe entre 170 m et 275 m. Plusieurs sources naissent sur les plateaux de Sivry-Rance et sont à l'origine de ruisseaux. Parmi ceux-ci, la Thure (affluent de la Sambre), le ruisseau de Fromont, le ruisseau d'Ostene, la Sansuyère et l'Eau d'Eppe. Le territoire de la commune est principalement couvert de bois et de prairies.
Le territoire de Sivry-Rance fait partie de la Fagne, région transfrontalière de Belgique et de France qui s'étend en Wallonie à cheval sur le sud des provinces de Namur et de Hainaut. Elle correspond à la bordure occidentale du massif des Ardennes. La Fagne est constituée principalement de schistes formés lors du Dévonien supérieur mais aussi de calcaires ou argilo-calcaires datant du Frasnien.

### Sections de commune
| # | Nom        | Superf. (km²) | Habitants (2020) | Habitants par km² | Code INS |
| - | ---------- | ------------- | ---------------- | ----------------- | -------- |
| 1 | Sivry      | 23,74         | 1.619            | 68                | 56088A   |
| 2 | Grandrieu  | 14,94         | 615              | 41                | 56088B   |
| 3 | Sautin     | 10,19         | 533              | 52                | 56088C   |
| 4 | Rance      | 19,51         | 1.700            | 87                | 56088D   |
| 5 | Montbliart | 5,19          | 327              | 63                | 56088E   |

### Communes limitrophes
La commune est limitrophe des communes wallonnes de Beaumont, Chimay et Froidchapelle, ainsi que du département français du Nord.
|                                   | Beaumont    |               |
| Clairfayts/Eppe-Sauvage/Beaurieux | Sivry-Rance | Froidchapelle |
|                                   | Chimay      |               |

## Démographie

### Démographie: Commune fusionnée
En tenant compte des anciennes communes entraînées dans la fusion de communes de 1977, on peut dresser l'évolution suivante :
Les chiffres des années 1831 à 1970 tiennent compte des chiffres des anciennes communes fusionnées.
- Source: DGS , de 1831 à 1981=recensements population; à partir de 1990 = nombre d'habitants chaque 1 janvier[3]

## Histoire
Les premières mentions datent du Xe siècle sous le nom latin de « Suuriacum » (Superiacus) signifiant propriété ou habitation sur une terre élevée, ou du Gallo-Romain « Superius » ayant la même signification.
En 673, Grandrieu, la forêt de Rance et Sivry sont donnés par Sainte-Aldegonde au chapitre de Maubeuge. Au cours du XIe siècle, une « ville-neuve » est établie dans la forêt de Rance par défrichement.
Au Moyen Âge, différents seigneurs se partagent le territoire de Sivry-Rance : les de Sivry, de Glynes, les comtes de Beaumont et du Hainaut et la famille de Croÿ.
Au début de la Première Guerre mondiale (en août 1914), l'armée allemande incendie l'église de Sivry et 80 maisons du village et tue 10 civils en représailles de la résistance française à son avance. Le 11 novembre 1918, l'armée anglaise atteint le village de Rance peu avant l'Armistice.

## Héraldique
|  | La commune possède des armoiries qui lui ont été octroyées le 16 mai 1978. Ce sont celles de l'ancienne commune de Sivry et montrent les armoiries des familles de Croÿ (barres) et Renty. Les deux villages, Sivry et Rance appartenaient à la famille de Croÿ. Les armoiries de Rance blasonnées "D'argent à deux fasces de gueules" lui avaient été octroyées le 25 février 1912. Celles de Sivry lui avaient été octroyées le 29 septembre 1910. Blasonnement : Ecartelé, aux 1 et 4 d'argent à trois fasces de gueules, aux 2 et 3 d'argent à trois doloires de gueules, les deux du chef adossées. - Arrêté royal : 16 mai 1978 Source du blasonnement : Heraldy of the World. |

## Politique et administration

### Liste des bourgmestres après la fusion des communes en 1977
- Marius Deroyer (UC) : 1976-1994.
- Gérard Verly (Essor-PRL) : 1994-2000.
- Annie Debruxelles (MR) : 2000-2006.
- Jean-François Gatelier (CDH/Les Engagés) : 2006-2024.

### Conseil et collège communal 2018-2024
Le collège communal est formé comme suit :
- Bourgmestre : Jean-François Gatelier (MIL/Mouvement des Intérêts Locaux-Les Engagés) ;

- Échevins : François Ducarme (Les Engagés), Alain Lalmant (PS), Huguette Wérion (Les Engagés), Magali Schepers (Les Engagés).

La répartition des onze sièges de conseillers communaux est la suivante :
- Les Engagés : 6 ;
- Parti socialiste : 4 ;
- Autre : 1.

### Jumelage
Grandrieu (France) en Lozère.

## Patrimoine et culture locale

### Patrimoine architectural
- Monument celtique de La Pierre-qui-tourne (lieu-dit) à Montbliart, ensemble de deux menhirs en grès (mégalithes).
- Chapelle Notre-Dame-de-Là-Haut à Sivry datant de 1643[7].
- Église Notre-Dame de Montbliart, datant du XVIIe siècle.
- Château de l'Esclinchamps à Sivry datant des XVIIe et XVIIIe siècles[8].
- Ferme Le château à Montbliart, érigée au XVIIe siècle et agrandie d'une courte aile au début du XVIIIe siècle.
- Église Saint-Quentin de Grandrieu.
- Chapelle Saint-Roch datant de 1765.
- Musée national du marbre à Rance, installé dans l'ancien hôtel de ville.
- Le marbre de Rance, exporté partout en Europe, n'est plus exploité. La carrière est fermée. Ce marbre fut abondamment utilisé lors de la construction du Palais de Versailles.

- Église Sainte-Aldegonde de Rance recèle de nombreux trésors en marbre local. La nef et le transept de l'église de Rance remontent au XVIe siècle. Ils sont de style gothique hennuyer. Le chœur a été construit en 1719, la tour en 1779.
- Hôtel de Ville de Sivry datant de 1875 et restauré en 2000.
- Église Sainte-Marie-Médiatrice de Sivry : incendiée par les Allemands en 1914 et reconstruite en 1923.
- Mémorial de Martinsart inauguré en 2018 : sur le site des canons, en mémoire de l'incendie du village de Sivry en août 1914 par l'armée allemande.
- Mémorial de Rance inauguré en juin 2023 et dédié à trois équipages alliés appartenant respectivement au Bomber Command de la RAF et de la RCAF et, à l'US Air Force, tombés à Rance entre juillet 1943 et novembre 1944, ayant causés pas moins de 18 victimes.

### Culture
- Centre culturel local de Sivry-Rance (à Sivry).

- Bibliothèque communale (à Rance).

## Économie
Sivry a longtemps été le plus grand bourg de la botte du Hainaut, devant Chimay. Ceci s'explique par le fort développement des industries du bois et de la laine. Les métiers de la transformation de la laine et ceux autour du bois ont d’ailleurs laissé des traces dans les anciennes bâtisses des villages, ainsi que dans certains noms de rues. La forêt Domaniale de Rance couvre ainsi une étendue de 523 hectares. Elle est enclavée dans un massif forestier de plus de 1 000 ha qui s’étend au nord et à l’ouest du village de Rance. Aujourd’hui, les espaces forestiers sont largement dévolus à la randonnée et à diverses activités sportives.
Les villages de Rance et de Grandrieu sont connus pour son marbre appelé Rouge de Flandres ou Rouge belge exploité dès le XVIe siècle pour les pierres tombales puis comme pierre à bâtir qui servira à profusion à partir de la Renaissance pour la décoration d’édifices de prestige. Ce marbre a été notamment utilisé lors de l'édification du Palais de Versailles et en particulier dans la célèbre Galerie des Glaces. Colonnes, escaliers, cheminées monumentales ont été taillées dans la roche rouge de la Botte du Hainaut. L’industrie marbrière rançoise a connu des heures de gloire jusqu’après la Seconde Guerre mondiale.

### Tourisme vert
- RAVeL 109 qui relie Lobbes dans la vallée de la Sambre à Chimay traverse le territoire de la commune de Sivry-Rance.

- Étangs des Monts Rosés - Digue de 1744.
- Circuit de randonnée Thure-Helpe.

- Espace Nature de la Botte du Hainaut : musée disposant d’une vaste collection de fossiles, roches, animaux de Belgique et du monde entier, comportant certaines pièces rares, comme un Grand Pingouin, espèce éteinte depuis le milieu du XIXe siècle.

## Personnalités liées à la commune
- Paul de Sorbait (1624-1691), médecin à la cour de l'impératrice d'Autriche Éléonore de Nevers-Mantoue, né à Montbliart.
- Joël Robert, champion de motocross, né à Grandrieu.